# Bordado Hardanger

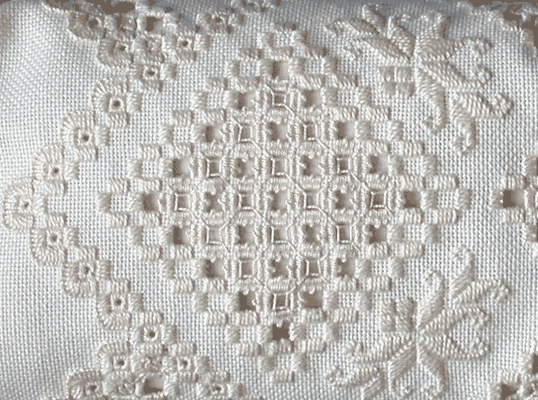
Detalhe de Bordado Hardanger

Bordado Hardanger é uma técnica de bordado que recebe o nome da pequena cidade de Hardanger, no oeste da Noruega. O trabalho em sua forma original é antigo, já que na Pérsia e na Ásia foi trabalhado em sedas coloridas em uma gaze muito fina. A técnica usa pontos simples e linhas puxadas do tecido para criar desenhos geométricos.

## Origens
Bordado Hardanger recebeu o nome de uma região no sudoeste da Noruega, no condado de Hordaland. No entanto, acredita-se que tenha se originado no Oriente Médio. A partir daí, espalhou-se para a Europa com laços com os cordões Reticella e venesiano. O Reticela é um estilo muito geométrico, com bases em quadrados, diagonais, triângulos e arcos. As rendas venezianas datam do século XVI ao XIX, caracterizadas por pontos profundos em ângulo agudo, costurados em peças separadas e unidos por uma faixa estreita com botoeira.